# Anderson Di Rizzi
Anderson Di Rizzi (Campinas, 3 de agosto de 1978) é um ator brasileiro.

## Biografia
Anderson nasceu na cidade de Campinas em São Paulo. O sonho do ator era ser jogador de futebol, tendo passado pelo Guarani e Ponte Preta. Depois da desistência, começou a fazer figuração para novelas, despertando seu lado artístico, e foi morar na cidade de São Paulo onde fez campanhas publicitárias. Di Rizzi fez comerciais e algumas peças de teatro. Nos anos 90, formou-se em Artes Cênicas pela Faculdade Paulista de Artes.
Estreou dando vida ao Sargento Xavier, na novela da Rede Globo Morde & Assopra em 2011. Mas um ano antes, participou do programa da TV Bandeirantes Tribunal na TV interpretando o Francisco de Assis Pereira (Maníaco do Parque).
Apareceu nu na peça Oh, Calcuttá! em 1997 no Teatro Maria Della Costa. Em 1997 posou para a revista Bananaloca, que depois veio a se chamar G Magazine.
Ainda na Rede Globo, atuou no remake de Gabriela, de Jorge Amado, como Professor Josué, em 2012. Em 2013, protagonizou o filme O Concurso, ao lado de Fábio Porchat e Danton Mello. No mesmo ano, fez muito sucesso ao lado de Tatá Werneck vivendo o Palhaço, apaixonado por Valdirene em Amor à Vida, papel que lhe rendeu algumas indicações e o prêmios. Em 2014 participou do quadro  Dança dos Famosos. No mesmo ano, protagonizou o longa metragem Eu Te Levo, de Marcelo Müller, pela academia de filmes. Em 2015 filmou o longa metragem Tô Rica,  com Marcelo Adnet e Marília Pêra no elenco.
Em 2015 esteve em cartaz com a peça de teatro A Toca do Coelho, com direção de Dan Stulbach. Em 2016 atuou na novela das seis Êta Mundo Bom!, no papel de Zé dos Porcos que lhe rendeu algumas indicações como ator coadjuvante no Melhores do Ano. Em 2017, Di Rizzi produziu e atuou na montagem teatral O Quarto estado da Água. Ainda no mesmo ano, atuou na novela O Outro Lado do Paraíso, como o personagem Juvenal. Em 2018 Rizzi atuou na peça de teatro Um beijo em Franz Kafka (personagem Max Brod), direção de Eduardo Figueiredo. Atualmente o ator vive o personagem Márcio, na novela A Dona do Pedaço e está na quarta temporada do espetáculo Um beijo em Franz Kafka.

## Vida pessoal
Em 2011 começou a namorar a professora Taise Galante. Em 2016 casaram. O casal tem dois filhos,
Helena e Matteo

## Filmografia

### Televisão
| Ano  | Título                   | Personagem                              | Notas                         |
| ---- | ------------------------ | --------------------------------------- | ----------------------------- |
| 2000 | Ô...Coitado!             | Tico                                    | Episódio: "Carinha de Coroa"  |
| 2009 | Vende-se um véu de noiva | Palestrante                             | Episódio: "112"               |
| 2010 | Tribunal na TV           | Francisco de Assis Pereira              | Episódio: "Maníaco do Parque" |
| 2011 | Morde & Assopra          | Sérgio Xavier (Sargento Xavier)         |                               |
| 2012 | Dercy de Verdade         | Jararaca                                | Episódio: "10 de janeiro"     |
| 2012 | Gabriela                 | Prof. Josué                             |                               |
| 2013 | Amor à Vida              | Carlos José dos Santos Araújo (Carlito) |                               |
| 2014 | Dança dos Famosos        | Participante                            | Temporada 11                  |
| 2016 | Êta Mundo Bom!           | José Francisco Leitão (Zé dos Porcos)   |                               |
| 2017 | O Outro Lado do Paraíso  | Juvenal Neto                            |                               |
| 2019 | A Dona do Pedaço         | Márcio Sorrentino                       |                               |
| 2025 | Êta Mundo Melhor!        | José Francisco Leitão (Zé dos Porcos)   |                               |

### Cinema
| Ano  | Título          | Personagem     |
| ---- | --------------- | -------------- |
| 2000 | De Cara Limpa   | Homem na Sauna |
| 2013 | O Concurso      | Freitas        |
| 2014 | Eu Te Levo      | Rogério        |
| 2016 | Tô Ryca         | Nico           |
| 2022 | Tô Ryca 2       | Nico           |
| 2022 | O Segundo Homem | Miro           |

## Teatro
| Ano  | Título                   | Personagem   |
| ---- | ------------------------ | ------------ |
| 1997 | Oh, Calcuttá!            |              |
| 2000 | Antígona, de Sófocles    | Creonte      |
| 2002 | O Despertar da Primavera | Melchior     |
| 2003 | Máscaras                 | Pierrot      |
| 2003 | O Filho Pródigo          | Sérgio       |
| 2006 | Júlio César              | Otávio Cesar |
| 2014 | A História dos Amantes   | Zézinho      |
| 2019 | Um beijo em Franz Kafka  | Max Brod     |

## Prêmios e indicações
| Ano  | Prêmio                    | Categoria               | Trabalho        | Resultado | Ref.   |
| ---- | ------------------------- | ----------------------- | --------------- | --------- | ------ |
| 2012 | Prêmio Contigo! de TV     | Ator Revelação          | Morde & Assopra | Indicado  | [ 14 ] |
| 2013 | Melhores do Ano           | Ator Revelação          | Amor à Vida     | Venceu    | [ 15 ] |
| 2016 | Prêmio Extra de Televisão | Melhor Ator Coadjuvante | Êta Mundo Bom!  | Indicado  | [ 16 ] |
| 2016 | Melhores do Ano           | Melhor Ator Coadjuvante | Êta Mundo Bom!  | Indicado  | [ 17 ] |
| 2016 | Prêmio Quem de Televisão  | Melhor Ator Coadjuvante | Êta Mundo Bom!  | Indicado  |        |